# Kínai Nemzeti Űrügynökség
A Kínai Nemzeti Űrügynökség (angolul: China National Space Administration, rövidítve: CNSA) a kínai űrprogram irányítását végzi. Az ügynökséget 1993-ban hozták létre a Légi- és Űripari Minisztérium felosztásából. A végrehajtásért felelős szerv az ugyancsak ebből létrehozott Kínai Légi és Űrhajózási Tanács. 1998-ban egy nagy átalakítás keretében az ügynökséget több kisebb állami vállalatra osztották. A cél az volt, hogy a nyugati hadi beszerzési rendszerekhez hasonlót hozzanak létre, ahol a kormányzati ügynökség más ügynökségeket szerződtet, amelyek állami tulajdonban vannak, de nem közvetlen kormányzati irányítás alatt. Az űrügynökség jelenlegi igazgatója Sun Laiyan.

## Külső hivatkozások
- A Kínai Nemzeti Űrügynökség honlapja